# Oderisi da Gubbio
Oderisi da Gubbio (Gubbio, circa 1240 – ca. 1299) was een Italiaanse miniaturist waarover weinig geweten is. Hij was actief in Bologna gedurende het laatste kwart van de 13e eeuw. Men heeft nog geen bewaarde werken met zekerheid aan hem kunnen toewijzen.

## In de Divina commedia
Oderisi is in de eerste plaats bekend uit het werk van Dante, de Divina Commedia, waar hij in het Purgatorio, XI, 79-142 aan het woord komt om de vergankelijkheid van roem te duiden.
| «Oh!», diss’ io lui, «non se’ tu Oderisi, l’onor d’Agobbio e l’onor di quell’ arte ch’alluminar chiamata è in Parisi?». «Frate», diss’ elli, «più ridon le carte che pennelleggia Franco Bolognese; l’onore è tutto or suo, e mio in parte.» | Oh, zei ik hem, zijt gij niet Oderisi, de eer van Agobbio en van d’edele kunst die in Parijs, verluchten wordt geheten? Broeder, zei hij, meer schitteren de bladen, beschilderd door Franco van Bologna. Hem is de eer, mij slechts een deeltje. |

## Biografie
Over zijn leven is weinig geweten. Het is best mogelijk dat gebaseerd op de tekst van Dante, zijn commentatoren waarbij Benvenuto da Imola en Giorgio Vasari, kennis maakten met de figuur van Oderisi, waaraan Vasari dan werken die in de 16e eeuw nog gekend waren ging toeschrijven, toeschrijvingen die later uit traditie werden overgenomen. Volgens Vasari was Oderisi een belangrijke en beroemde verluchter, die samen met zijn Franco Bolognese, door Paus Bonifatius VIII naar Rome werd geroepen om handschriften voor hem te verluchten. Volgens Raimond van Marle, is Orderisi waarschijnlijk nooit naar Rome geweest om er te gaan werken voor de paus.
Er zijn wel historische documenten die de aanwezigheid van een miniaturist Oderisi in Bologna bevestigen. Een document gedateerd op 22 augustus 1268 gaat over Hodericus, miniaturist, en een Odorisius Guidonis, eveneens miniaturist. Dit zou overeenkomen met Oderisi da Gubbio die in Bologna actief zou geweest zijn in het zevende en achtste decennium van de 13e eeuw, zoals door Dante onrechtstreeks gerapporteerd in het begin van de 14e eeuw. Verder is er nog een document van 26 augustus 1269 waarin een magister Oderisius filius Guidoni samen met Paolo di Jacopino dell'Avvocato een werk bestelde bij een professionele kopiist en een van 11 maart 1271 waarin een magister Odericus quondam Guidonis de Gubio (meester Odericus ook gekend als Guidonis de Gubio) met dezelfde Jacopino een contract onderschrijft voor de levering van 82 miniaturen voor een antifonarium voor nachtelijk gebruik.

## Werken
Op basis van die documenten werd de hypothese geformuleerd dat Oderisi de artistieke leiding had van een atelier met een veelzijdige productie, misschien gekoppeld aan de Universiteit van Bologna. Raimond Van Marle is van oordeel dat de Bolognese school van miniaturisten startte met Oderisi da Gubbio en Franco da Bologna. Benvenuto da Imola noemde Oderisi de grootste miniaturist van Bologna..
Er zijn allerlei toewijzingen van werken aan Oderisi gebeurd, maar het enige dat we vandaag met zekerheid kunnen stellen is, dat we geen enkel werk met zekerheid aan deze miniaturist kunnen toeschrijven.